# Філ Рід
Фі́ліп Ві́льям Рід, MBE (англ. Phillip William Read; 1 січня 1939, Лутон, Велика Британія — 6 жовтня 2022) — британський мотогонщик, семиразовий чемпіон світу з шосейно-кільцевих мотоперегонів MotoGP, кавалер Ордену Британської імперії. Перший спортсмен, який виграв чемпіонат світу у трьох класах: 125cc, 250cc та 500cc. Виграв перший чемпіонат світу на мотоциклі Yamaha та останній на MV Agusta. За період 16-річної успішної гоночної кар'єри Філ боровся з іншими видатними гонщиками, такими як Джакомо Агостіні, Майк Гейлвуд та Баррі Шин.

## Біографія

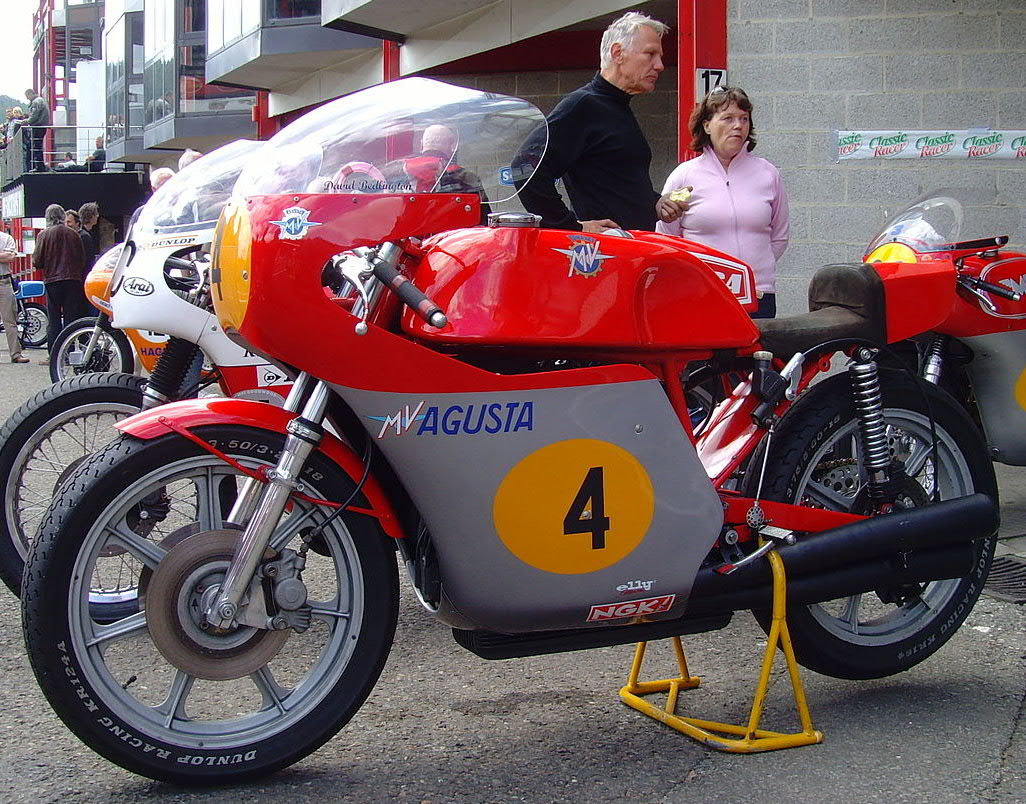
Мотоцикл MV Agusta 500, на якому Філ Рід виступав у 1974 році

Філіп Вільям Рід народився 1 січня 1939 року в Лутоні, Англія.
У 1964 році Філ вперше здобув титул чемпіона світу для Yamaha, вигравши змагання в класі 250cc. В наступному сезоні він повторив це досягнення, ставши чемпіоном світу вдруге.
У 1966 році Yamaha представила новий чотирициліндровий двигун для мотоцикла класу 250cc. Через проблеми з новим двигуном Рід поступився короною чемпіона «Майку-Байку» Гейлвуду. У 1967 році він знову боровся з Гейлвудом на його шестициліндровій Honda протягом всього чемпіонату. Хоча вони набрали однакову кількість очок, переможцем став Гейлвуд через наявність п'яти перемог у гонках сезону проти чотирьох у Ріда.
Сезон 1968 року виявився суперечливими. Команда Yamaha хотіла, щоб її гонщики поділили між собою перемоги у двох класах: Рід мав стати чемпіоном у класі 125cc, тоді як його напарник Біл Айві мав перемогти у класі 250cc. Після перемоги у категорії 125cc, Рід вирішив боротися з Айві за титул класу 250cc. Вони закінчили сезон з однаковою кількістю очок, але переможцем був визнаний Філ в результаті порівняння загального часу, які спортсмени показали у чотирьох гонках. Ця зневага до команди дорого коштувала Ріду — японці припинили з ним будь-які ділові стосунки.
Більшу частину сезонів 1969 і 1970 років Філ не брав участі у змаганнях, лише зрідка виступаючи на приватному мотоциклі Yamaha.
У сезоні 1971 року британець повернувся у чемпіонат, виступаючи на модифікованому мотоциклі Yamaha як приватний гонщик, без підтримки заводу. На цьому мотоциклі він здобув п'ятий титул чемпіона світу і став на той момент єдиною людиною, що виграла чемпіонат світу у складі приватної команди.
У 1972 році йому запропонували виступати за команду MV Agusta, де його колегою по команді став Джакомо Агостіні, і в 1973 році Філ став чемпіоном світу в класі 500cc. На наступний сезон Агостіні перебрався до команди Yamaha і став непримиримим суперником британця, що не завадило Ріду успішно захистити свій титул. Цей сезон став останнім у MotoGP для легендарної італійської марки. Це був також останній титул, здобутий з чотиритактним двигуном, до появи класу MotoGP в 2002 році.
У чемпіонаті 1975 року Рід боровся з Джакомо Агостіні в класі 500cc, але зайняв друге місце. Розуміючи, що ера чотиритактних машин закінчилась, Філ покинув італійську команду: у сезоні 1976 року він виступав на приватному Suzuki. Здобувши два подіуми у трьох гонках сезону, Філ знявся з чемпіонату під час Гран-Прі Бельгії і завершив свою кар'єру в MotoGP. Увечері після кваліфікації, на якій він забезпечив собі другу стартову позицію, Філ разом з дружиною Мадлен сів у свій Rolls-Royce Silver Shadow та поїхав у Англію. Причини його вчинку залишались невідомими, але тоді ходили чутки, що він це зробив після сварки з дружиною. Майже через 40 років Рід спростував цю інформацію, пояснивши припинення виступів банкрутством його головного спонсора, італійської компанії виробника шоломів, та неможливістю утримання п'ятьох механіків для подальших виступів.
Його остання гонка відбулась на острові Мен у 1982 році у віці 43 років.
У 2002 році Міжнародна мотоциклетна федерація визнала Філа Ріда «легендою» MotoGP.
Окрім виступів у MotoGP, Філ Рід також брав участь в гонках на витривалість. Він їздив на Honda в 24-годинній гонці Bol d'Or у Ле-Мані, а також брав участь у 8-годинній гонці в Thruxton.

## Статистика виступів

### MotoGP

#### У розрізі сезонів
Система нарахування очок, що діяла у 1950-1968 роках:
| Місце | 1 | 2 | 3 | 4 | 5 | 6 |
| Очки  | 8 | 6 | 4 | 3 | 2 | 1 |

Система нарахування очок, що діяла з 1969 року:
| Місце | 1  | 2  | 3  | 4 | 5 | 6 | 7 | 8 | 9 | 10 |
| Очки  | 15 | 12 | 10 | 8 | 6 | 5 | 4 | 3 | 2 | 1  |

| Сезон  | Клас   | Мотоцикл  | Гонки | Пер | Под | Очки | Місце |
| ------ | ------ | --------- | ----- | --- | --- | ---- | ----- |
| 1961   | 125cc  | EMC       | 1     | 0   | 0   | 3    | 12    |
| 1961   | 350cc  | Norton    | 3     | 1   | 1   | 13   | 5     |
| 1961   | 500cc  | Norton    | 1     | 0   | 0   | 3    | 15    |
| 1962   | 350cc  | Norton    | 1     | 0   | 0   | 1    | 15    |
| 1962   | 500cc  | Norton    | 3     | 0   | 2   | 11   | 3     |
| 1963   | 250cc  | Yamaha    | 1     | 0   | 1   | 4    | 10    |
| 1963   | 350cc  | Gilera    | 1     | 0   | 1   | 4    | 11    |
| 1963   | 500cc  | Gilera    | 3     | 0   | 3   | 16   | 4     |
| 1964   | 125cc  | Yamaha    | 1     | 0   | 1   | 6    | 8     |
| 1964   | 250cc  | Yamaha    | 7     | 5   | 7   | 46   | 1     |
| 1964   | 350cc  | AJS       | 1     | 0   | 1   | 6    | 6     |
| 1964   | 500cc  | Norton    | 5     | 1   | 4   | 25   | 3     |
| 1965   | 125cc  | Yamaha    | 1     | 1   | 1   | 8    | 10    |
| 1965   | 250cc  | Yamaha    | 9     | 7   | 9   | 56   | 1     |
| 1965   | 350cc  | Yamaha    | 1     | 0   | 1   | 6    | 9     |
| 1966   | 125cc  | Yamaha    | 9     | 1   | 5   | 29   | 4     |
| 1966   | 250cc  | Yamaha    | 6     | 0   | 6   | 34   | 2     |
| 1966   | 350cc  | Yamaha    | 1     | 1   | 1   | 8    | 8     |
| 1967   | 125cc  | Yamaha    | 6     | 2   | 6   | 40   | 2     |
| 1967   | 250cc  | Yamaha    | 8     | 4   | 8   | 50   | 2     |
| 1968   | 125cc  | Yamaha    | 8     | 6   | 8   | 40   | 1     |
| 1968   | 250cc  | Yamaha    | 7     | 5   | 7   | 46   | 1     |
| 1969   | 250cc  | Yamaha    | 1     | 1   | 1   | 15   | 13    |
| 1969   | 350cc  | Yamaha    | 1     | 1   | 1   | 15   | 13    |
| 1970   | 250cc  | Yamaha    | 2     | 0   | 2   | 22   | 12    |
| 1970   | 350cc  | Yamaha    | 1     | 0   | 1   | 10   | 17    |
| 1971   | 250cc  | Yamaha    | 7     | 3   | 5   | 73   | 1     |
| 1971   | 350cc  | Yamaha    | 1     | 0   | 1   | 12   | 16    |
| 1971   | 500cc  | Ducati    | 1     | 0   | 0   | 8    | 18    |
| 1972   | 250cc  | Yamaha    | 5     | 2   | 4   | 58   | 4     |
| 1972   | 350cc  | MV Agusta | 5     | 1   | 3   | 51   | 5     |
| 1973   | 350cc  | MV Agusta | 5     | 0   | 5   | 56   | 3     |
| 1973   | 500cc  | MV Agusta | 8     | 4   | 8   | 84   | 1     |
| 1974   | 500cc  | MV Agusta | 7     | 4   | 7   | 82   | 1     |
| 1975   | 500cc  | MV Agusta | 8     | 2   | 8   | 76   | 2     |
| 1976   | 500cc  | Suzuki    | 2     | 0   | 2   | 22   | 10    |
| Всього | Всього | Всього    | 138   | 52  | 121 | 1039 |       |

## Цікаві факти
За свою спортивну кар'єру Філ Рід досяг таких видатних результатів:
- він є гонщиком, що виграв перший чемпіонат світу для Yamaha та останній для MV Agusta;
- разом з Джоном Екеролдом (чемпіоном світу в класі 350сс у 1980 році) Філ є одним з двох гонщиків, які виграли чемпіонат на приватному, а не заводському мотоциклі;
- Рід здобув 15 золотих, срібних та бронзових медалей чемпіонату світу, загалом 121 раз піднявшись на подіум Гран-Прі;
- Філ занесений у Книгу рекордів Гіннеса як гонщик, що виграв найбільше чемпіонатів у класі 250сс;
- разом з Майком Гейлвудом та Валентіно Россі Рід є одним з трьох гонщиків, що вигравали чемпіонат світу в 3, або більше різних класах.
- у списку 40-ка найкращих мотогонщиків усіх часів за версією Міжнародної мотоциклетної федерації Філ Рід займає 9-те місце.[7]
- за першим контрактом із Yamaha Філ отримував 5 000 фунтів (що на сьогодні становить приблизно 37 000 фунтів). Проте він мав можливість використовувати мотоцикли команди для участі у приватних гонках, де він міг заробити значно більше. Для прикладу, за перемогу на етапах MotoGP у Нідерландах, або Італії, платили 300 лір, тоді як за перемогу у змагання Адріатики можна було заробити 3 млн. лір.
- у списку найстарших гонщиків, які коли-небудь здобували перемогу на етапах MotoGP, Рід займає 9 місце — на момент його останньої перемоги на Гран-Прі Чехословаччини-1975 йому було 36 років та 235 днів.[8]